# Hitsat
Hitsat (acrônimo de Hokkaido Institute of Technology Satellite), conhecido também como HIT-SAT, foi um satélite artificial do Instituto de Tecnologia de Hokkaido lançado em 22 de setembro de 2006 por um foguete M-V a partir do Centro Espacial de Uchinoura juntamente outros satélites, como o observatório solar Hinode.

## Características
O Hitsat foi um nanossatélite de apenas 2,7 kg de massa destinado a testar novas tecnologias e servir como estação de rádio amador. Tinha a forma de um cubo de 12 cm e lado e tinha um transmissor de 100 W de potência que emitia em 437,275 MHz e 437,425 MHz, recebendo ordens de terra em 145,980 MHz. A alimentação eléctrica do satélite era fornecida pelas células solares que recobriam o exterior e que alimentavam uma bateria de íons de lítio.
O Hitsat foi injetado em uma órbita inicial de 667 km de apogeu e 280 km de perigeu, com uma inclinação orbital de 98,3 graus e um período de 94 minutos. Reentrou na atmosfera em 18 de junho de 2008.